# Europaparlamentsvalet i Finland 1999
Europaparlamentsvalet i Finland 1999 ägde rum söndagen den 13 juni 1999. Drygt fyra miljoner personer var röstberättigade i valet om de sexton mandat som Finland hade tilldelats innan valet. I valet tillämpade landet ett valsystem med partilistor och d’Hondts metod, utan någon spärr för småpartier. Finland var inte uppdelat i några valkretsar, utan fungerade som en enda valkrets i valet. Eftersom Finland hade anslutit sig till EU 1995, mitt i en valperiod, hade landet hållit ett eget extrainsatt Europaparlamentsval 1996. Valet 1999 var således det första Europaparlamentsvalet i Finland som hölls samtidigt som de andra medlemsstaterna.
Samlingspartiet och Gröna förbundet var valets vinnare. Samlingspartiet ökade med över fem procentenheter, men det var inte tillräckligt för att ge utslag i mandatfördelningen. Gröna förbundet ökade ännu mer och erhöll två mandat, ett mer än i valet 1996. Även Svenska folkpartiet ökade något och behöll sitt enda mandat. Däremot tappade Centern i Finland och Socialdemokraterna i väljarandel. Socialdemokraternas nedgång resulterade i att partiet tappade ett mandat jämfört med valet 1996. Även Vänsterförbundet tappade ett mandat till följd av sin tillbakagång. Kristdemokraterna minskade förvisso något i väljarandel, men kunde trots det vinna sitt första mandat i ett Europaparlamentsval.
Valdeltagandet var rekordlågt för att vara ett finskt Europaparlamentsval; endast 30,14 procent av de röstberättigade deltog i valet. Det var således en markant nedgång med över 25 procentenheter jämfört med valet 1996. Valdeltagandet låg långt under genomsnittet för hela unionen och även långt under deltagandet i de finska riksdagsvalen.

## Valresultat
|                                                                                                  |          |  |            |        |
|                                                                                                  | Andel    |  | Antal      | Mandat |
| Samlingspartiet                                                                                  | 25,27 %  |  | 313 960    | 4      |
| Samlingspartiet                                                                                  | +5,10 %  |  | –139 769   | ±0     |
| Centern i Finland                                                                                | 21,30 %  |  | 264 640    | 4      |
| Centern i Finland                                                                                | –3,06 %  |  | –283 401   | ±0     |
| Socialdemokraterna                                                                               | 17,86 %  |  | 221 836    | 3      |
| Socialdemokraterna                                                                               | –3,59 %  |  | –260 741   | –1     |
| Gröna förbundet                                                                                  | 13,43 %  |  | 166 786    | 2      |
| Gröna förbundet                                                                                  | +5,84 %  |  | –3 884     | +1     |
| Vänsterförbundet                                                                                 | 9,08 %   |  | 112 757    | 1      |
| Vänsterförbundet                                                                                 | –1,43 %  |  | –123 733   | –1     |
| Svenska folkpartiet                                                                              | 6,77 %   |  | 84 153     | 1      |
| Svenska folkpartiet                                                                              | +1,02 %  |  | –45 272    | ±0     |
| Kristdemokraterna                                                                                | 2,39 %   |  | 29 637     | 1      |
| Kristdemokraterna                                                                                | –0,42 %  |  | –33 642    | +1     |
| Övriga partier och kandidater                                                                    | 3,91 %   |  | 48 534     | 0      |
| Övriga partier och kandidater                                                                    | –3,43 %  |  | –116 666   | ±0     |
| Ogiltiga och blanka röster                                                                       | 0,47 %   |  | 5 819      | 0      |
| Ogiltiga och blanka röster                                                                       | –4,48 %  |  | –111 274   | ±0     |
| Valdeltagande                                                                                    | 30,14 %  |  | 1 248 122  | 16     |
| Valdeltagande                                                                                    | –27,46 % |  | –1 118 382 | ±0     |
| Antal röstberättigade 4 141 098 05 EPP-ED 03 PES 05 ELDR 02 G/EFA 01 GUE/NGL 00 UEN 00 EDD 00 NI |          |  |            |        |